# Frygt og Bæven
Frygt og Bæven er et filosofisk værk af Søren Kierkegaard, udgivet 16. oktober 1843 under pseudonymet Johannes de Silentio. Titlen er tilsyneladende en henvisning til Paulus' Brev til Filipperne 2:12: "Derfor, mine kære, I, som altid har været lydige: Arbejd med frygt og bæven på jeres frelse, ikke blot som da jeg var til stede, men endnu mere nu i mit fravær."
Værket begynder med en grublen over Abrahams troskab, da han af Gud blev beordret til at ofre sin søn Isak, som det fortælles i Første Mosebog kapitel 22.
Derefter følger Problemata, som tager fat på tre specifikke filosofiske spørgsmål, som er fremhævet fra historien om Abrahams offer:
1. Er der en teleologisk ophævelse af det etiske? (Kan det, at Abrahams hensigt var at ofre Isak, betragtes som "godt" - selvom menneskeofringer er etisk uacceptable?)
2. Findes der en absolut pligt overfor Gud?
3. Var det etisk forsvarligt for Abraham at skjule sin hensigt for Sara, Eleazar og Isak?

I Frygt og Bæven introducerer Kierkegaard "den tragiske helt" og stiller denne i kontrast til "troens ridder". Begge tilsidesætter egne ønsker i en højere sags tjeneste. Den tragiske helt ved at ofre sin søn for et højere gode, såsom folkets ve og vel. Derved tilsidesætter han en etisk fordring til fordel for en større af slagsen. Troens ridder ofrer sin søn på Guds befaling og tilsidesætter et etisk krav (kærlighed og omsorg for sønnen) til fordel for et højere mål udenfor etikkens rammer (teleologisk suspension af det etiske), nemlig religiøsiteten.
Troens ridder resignerer ikke alene på alting, men stoler også på, at han vil få det tilbage. Hans tro baseret på "det absurdes styrke". For Kierkegaard (eller Johannes de Silentio) er uendelig resignation let, men troen bunder i troen på det absurde. For Abraham blev denne tro på det absurde fundet i Abrahams tro på, at Gud ikke ville lade ofringen af Isak gennemføres, eller at Isak ville blive bragt tilbage fra de døde. Kierkegaards mening er, at det, der adskiller Abraham fra at være en drabsmand, er hans tro. Og i slutningen af historien i Første Mosebog får en engel standset Abraham i sidste øjeblik ved at råbe: "Læg ikke hånd på drengen, og gør ham ikke noget! Nu ved jeg, at du frygter Gud og end ikke vil nægte mig din eneste søn." En vædder kommer belejligt til syne, og slagtes i stedet for Isak, mens englen overbringer Abraham Guds velsignelse.